# Meridià 154 a l'est
El meridià 154 a l'est de Greenwich és una línia de longitud que s'estén des del pol Nord travessant l'oceà Àrtic, Àsia, Oceania l'oceà Índic, l'oceà Antàrtic, Austràlia i l'Antàrtida fins al pol Sud.
El meridià 154 a l'est forma un cercle màxim amb el meridià 26 a l'oest. Com tots els altres meridians, la seva longitud correspon a una semicircumferència terrestre, uns 20.003,932 km. Al nivell de l'Equador, és a una distància del meridià de Greenwich de 17.143 km.

## De Pol a Pol
Començant en el pol Nord i dirigint-se cap al pol Sud, aquest meridià travessa:
| Coordenades                               | País, territori o mar   | Notes |
| ----------------------------------------- | ----------------------- | --- |
| 90° 0′ N, 154° 0′ E / 90.000°N,154.000°E  | Oceà Àrtic              | |
| 76° 56′ N, 154° 0′ E / 76.933°N,154.000°E | Mar de Sibèria Oriental | |
| 70° 54′ N, 154° 0′ E / 70.900°N,154.000°E | Rússia                  | Sakhà Óblast de Magadan — des de 65° 52′ N, 154° 0′ E / 65.867°N,154.000°E |
| 59° 4′ N, 154° 0′ E / 59.067°N,154.000°E  | Mar d'Okhotsk           | |
| 48° 57′ N, 154° 0′ E / 48.950°N,154.000°E | Rússia                  | Óblast de Sakhalín — illes d'Ekarma i Xiaixkotan, illes Kurils |
| 48° 43′ N, 154° 0′ E / 48.717°N,154.000°E | Oceà Pacífic            | Passa a l'oest de l'illa de Minami-Tori-shima, Japó (a 24° 17′ N, 153° 59′ E / 24.283°N,153.983°E) · Passa a l'oest de l'atol Lukunor, Micronèsia (a 5° 30′ N, 153° 49′ E / 5.500°N,153.817°E) · Passa a l'oest de l'illa de Nissan, Papua Nova Guinea (a 4° 32′ S, 154° 14′ E / 4.533°S,154.233°E) |
| 4° 18′ S, 154° 0′ E / 4.300°S,154.000°E   | Mar de Salomó           | |
| 11° 21′ S, 154° 0′ E / 11.350°S,154.000°E | Papua Nova Guinea       | Illa de Rossel |
| 11° 24′ S, 154° 0′ E / 11.400°S,154.000°E | Mar del Corall          | Passa a través de les Illes del Mar del Corall Austràlia |
| 29° 59′ S, 154° 0′ E / 29.983°S,154.000°E | Oceà Pacífic            | |
| 60° 0′ S, 154° 0′ E / 60.000°S,154.000°E  | Oceà Antàrtic           | |
| 68° 24′ S, 154° 0′ E / 68.400°S,154.000°E | Antàrtida               | Territori Antàrtic Australià, reclamat per Austràlia |